# Maszíra-sziget
A Maszíra-sziget (arabul: جَزِيْرَة مَصِيْرَة) Omán keleti partjainál fekszik az Arab-tengeren, az ország legnagyobb szigete. Az észak-déli irányban 65 km hosszan elnyúló szigetet a Maszíra-szoros választja el a szárazföldtől. A Keleti régióhoz tartozó földdarab 649 km² kiterjedésű, lakossága körülbelül 12 000 fő, legnagyobb települése a sziget északi csücskében található Hilf. Maszírán található a Királyi Ománi Légierő egyik fontos katonai támaszpontja.

## Természetföldrajz
A tudomány jelenlegi állása szerint a sziget anyagát felépítő óceánközepi kőzet, a maszírai ofiolit a jura kor késői szakaszában, a tithon korszakban keletkezett. A sziget a kréta korszak során gyűrődött fel, az indiai és az arábiai-lemez találkozásának hatására. A Maszírán található mészkő a harmadidőszak folyamán gyűrődött fel. A sziget nyugati partján lapos, homokos síkság húzódik végig, a középső területeken alacsonyan fekvő sziklasivatag található, míg az északi és délkeleti vidékeken mély szurdokokkal tagolt hegység emelkedik. Egyedül a sziget északi részén haladja meg a hegyek magassága a 200 métert. Maszíra dombvidékeit behálózzák a kiszáradt folyómedrek, a vádik. A magas hőmérséklet és az alacsony csapadékmennyiség miatt nem alakultak ki állandó vízfolyások a szigeten, egyedül a mesterséges víztározókban van állandóan ivóvíz.
| Hónap                    | Jan. | Feb. | Már. | Ápr. | Máj. | Jún. | Júl. | Aug. | Szep. | Okt. | Nov. | Dec. | Év   |
| ------------------------ | ---- | ---- | ---- | ---- | ---- | ---- | ---- | ---- | ----- | ---- | ---- | ---- | ---- |
| Átlaghőmérséklet (°C)    | 22,1 | 22,8 | 25,2 | 28,4 | 30,4 | 29,9 | 27,5 | 26,4 | 26,6  | 27,2 | 25,7 | 23,4 | 26,3 |
| Átl. páratartalom (%)    | 68   | 70   | 71   | 67   | 69   | 73   | 78   | 79   | 78    | 71   | 69   | 67   | 72   |
| Forrás: NOAA (1980-1990) |      |      |      |      |      |      |      |      |       |      |      |      |      |

## Élővilág
A sziget teljes egésze kopár sivatag, ahol csak néhány szárazságtűrő cserje él meg. Maszíra szigetén él az endemikus, az orvvadászat és az emberi terjeszkedés miatt a kihalás szélén álló maszírai gazella. Hogy csökkentse az orvvadászat nyújtotta fenyegetést, az ománi kormányzat 2008-ban éjszakai látogatási tilalmat rendelt el a földdarab természetvédelmi területein. Maszíra másik jellegzetes állatfaja az itt költő álcserepesteknős, amiből évente 30-36 000 példány látogatja meg a szigetet. A madárvilág rendkívül gazdag, nagyszámú sirály, flamingó és gémféle költ itt és fontos megállóhelye számos költözőmadárnak, köztük a füsti fecskének is.

## Történelem

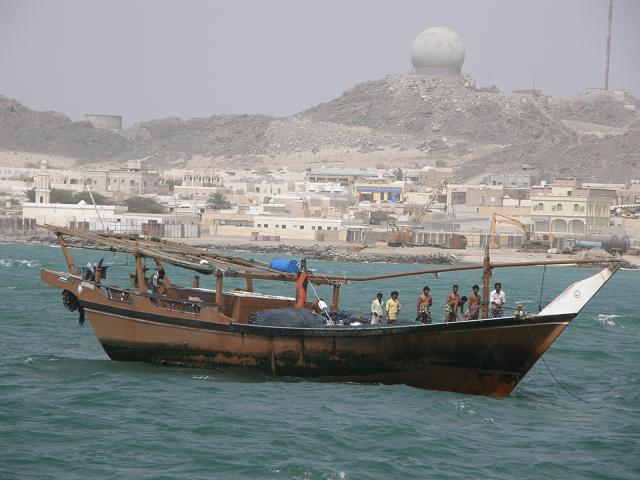
Egy arab vitorlás, dau Hilf mellett, a háttérben katonai bázis radarjai látszódnak

A régészeti leletek tanulsága szerint a sziget már az ókor korai időszakában is lakott volt, a régészek 4000 éves leleteket is feltártak. A korabeli szemétdombok összetételéből megállapítható, hogy a korabeli lakosok elsősorban kagylókkal és halakkal táplálkoztak. Már a korai időszakban megkezdődött a malachit és a türkiz kismértékű bányászata, amit Egyiptomba exportáltak és réz kitermeléséről is vannak bizonyítékok. Maszíra valószínűleg azonos Orgyris szigetével, amit Nagy Sándor admirálisa, Nearkhosz említ, amikor körülhajózta az Arab-félszigetet Kr. e. 324 és 321 között. A sziget megjelenik az Erythra-tenger körülhajózása című római hajózási szakkönyvben is, Szarapisz néven. A 14.századi arab utazó, Ibn Battúta is meglátogatta útja során a földdarabot. A sziget első fölmérését Steafford Bettesworth Haines angol hajós végezte el a 19. század elején.

### Katonai bázis
Maszíra az 1930-as évek első felében vált stratégiailag fontossá, ekkor a brit Királyi Légierő egy apró repülőteret épített, amely üzemanyagtöltő állomásként funkcionált. A bázis folyamatosan fejlődött egészen az 1970-es évekig, és fontos szerepet játszott a déli Zofár kormányzóságban 1963-1976-ig zajló szeparatista felkelés leverésében. A britek 1977. március 31-én átadták a fennhatóságot az ománi haderőnek. Az 1990-es évek öbölháborúi idején az ellátási lánc fontos elemeként szolgált és napjaink közel-keleti konfliktusaiban is részt vesz, mint az ománi légierő egyik legfontosabb bázisa.

## Népesség

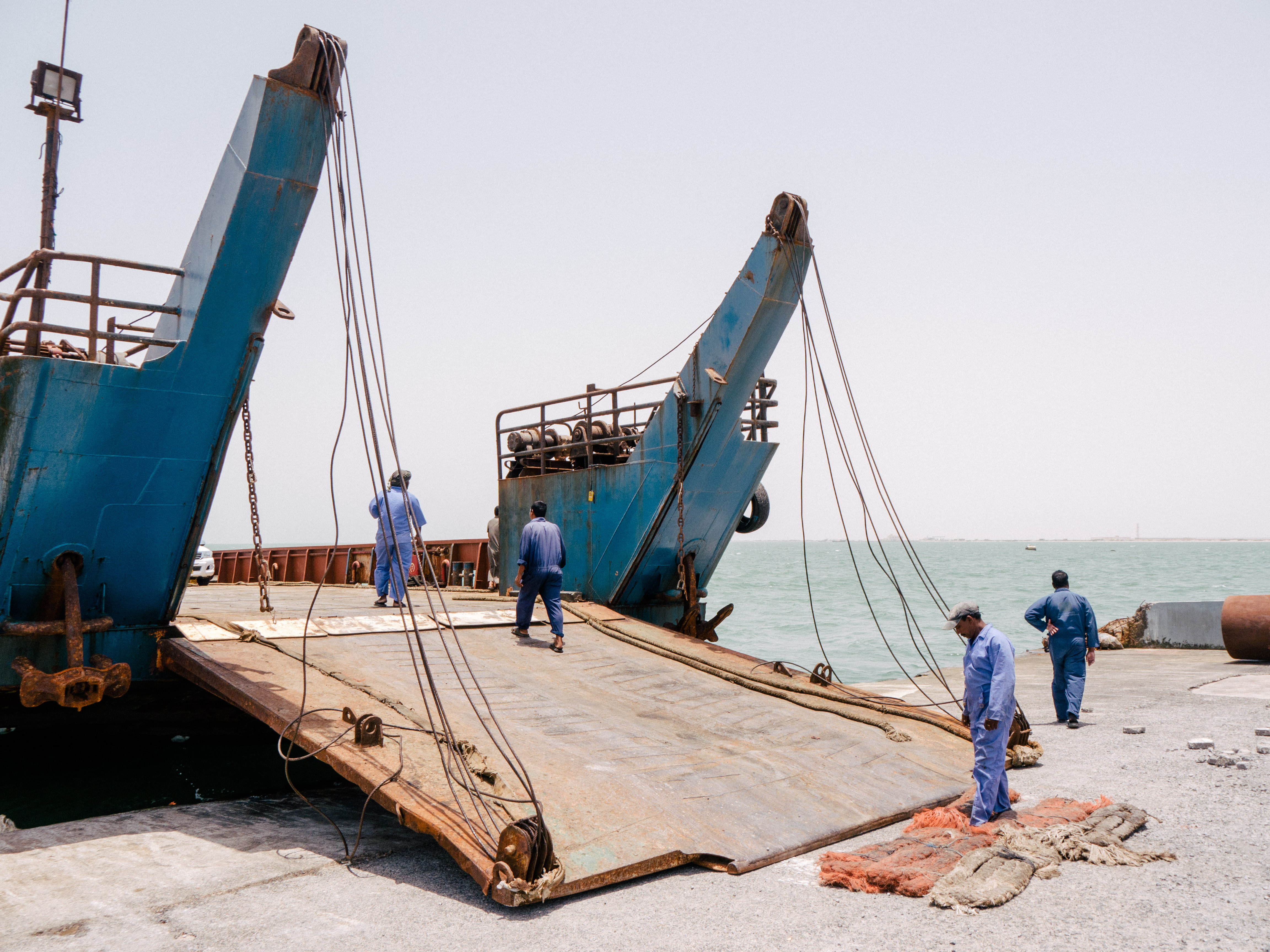
Maszíra és a szárazföld között közlekedő komp

Omán többi részéhez hasonlóan a teljes helyi lakosság az arab népcsoporthoz tartozik. A körülbelül 12 000 fős népesség 12 településen él, a népsűrűség a sziget északi részén koncentrálódik, ahol a katonai bázis és a legnagyobb település, Hilf is található. A lakosság hagyományosan állattenyésztéssel, halászattal és hajóépítéssel foglalkozik.